# سنبلک سرمه کلاغ
سنبلک سرمه کلاغ (نام علمی: Muscari neglectum) یکی از گونه‌های سردهٔ کلاغک است. ارتفاع گیاه ۱۰ تا ۱۵ سانتی‌متر است. بوسیلهٔ خوشه‌های متراکمی از گل‌های کوچک خمره‌ای شکل به رنگ بنفش مایل به سیاه با لبه‌های کوتاه سفید و با برگ‌های خیلی نازک خود از سایر گونه‌ها متمایز است. پیاز آن تعداد زیادی پیازچه در قاعدهٔ خود، تولید می‌کند و روی همین اصل این گیاه به صورت دسته‌های متراکم روئیده و به دلیل سرعت تکثیر خود ممکن است به سادگی در باغات ایجاد مزاحمت کنند. در بیشتر نقاط ایران پراکنده و از جمله گل‌های زودرس بهاری به‌شمار می‌رود. فصل گلدهی فروردین ماه است.